# Vela ai Giochi della XIV Olimpiade - Firefly
La competizione della classe Firefly  di vela ai Giochi della XIV Olimpiade si è svolta nei giorni dal 3 al 12 agosto 1948 a Torquay.

## Partecipanti
| Nazione       | Skipper                |
| ------------- | ---------------------- |
| Argentina     | Jorge Emilio Brauer    |
| Australia     | Robert French          |
| Austria       | Harald von Musil       |
| Belgio        | Pierre Van Der Haeghen |
| Brasile       | Wolfgang Richter       |
| Canada        | Paul McLaughlin        |
| Danimarca     | Paul Elvstrøm          |
| Finlandia     | Eric Palmgren          |
| Francia       | Jean-Jacques Herbulot  |
| Gran Bretagna | Arthur McDonald        |
| Irlanda       | Jimmy Mooney           |
| Italia        | Livio Spanghero        |
| Norvegia      | Morits Skaugen         |
| Paesi Bassi   | Koos de Jong           |
| Portogallo    | João Miguel Tito       |
| Spagna        | Juan Manuel Alonso     |
| Stati Uniti   | Ralph Evans            |
| Sudafrica     | Herbert McWilliams     |
| Svezia        | Rickard Sarby          |
| Svizzera      | Alfons Oswald          |
| Uruguay       | Félix Sienra           |

## Risultati
| Regata 1 3 agosto | Regata 1 3 agosto | Regata 1 3 agosto | Regata 1 3 agosto | Regata 2 4 agosto | Regata 2 4 agosto | Regata 2 4 agosto | Regata 2 4 agosto | Regata 3 5 agosto | Regata 3 5 agosto | Regata 3 5 agosto | Regata 3 5 agosto | Regata 4 6 agosto | Regata 4 6 agosto | Regata 4 6 agosto | Regata 4 6 agosto |
| Pos.              | Nazione           | Tempo             | Punti             | Pos.              | Nazione           | Tempo             | Punti             | Pos.              | Nazione           | Tempo             | Punti             | Pos.              | Nazione           | Tempo             | Punti             |
| ----------------- | ----------------- | ----------------- | ----------------- | ----------------- | ----------------- | ----------------- | ----------------- | ----------------- | ----------------- | ----------------- | ----------------- | ----------------- | ----------------- | ----------------- | ----------------- |
| 1                 | Francia           | 1-30:49           | 1423              | 1                 | Svezia            | 1-28:00           | 1423              | 1                 | Svizzera          | 2-03:40           | 1423              | 1                 | Svezia            | 1-24:28           | 1423              |
| 2                 | Stati Uniti       | 1-31:09           | 1122              | 2                 | Uruguay           | 1-28:55           | 1122              | 2                 | Finlandia         | 2-08:21           | 1122              | 2                 | Canada            | 1-24:40           | 1122              |
| 3                 | Belgio            | 1-31:16           | 946               | 3                 | Stati Uniti       | 1-30:27           | 946               | 3                 | Danimarca         | 2-08:22           | 946               | 3                 | Gran Bretagna     | 1-25:37           | 946               |
| 4                 | Irlanda           | 1-31:58           | 821               | 4                 | Gran Bretagna     | 1-30:31           | 821               | 4                 | Italia            | 2-08:54           | 821               | 4                 | Paesi Bassi       | 1-25:37           | 821               |
| 5                 | Canada            | 1-32:10           | 724               | 5                 | Paesi Bassi       | 1-30:37           | 724               | 5                 | Uruguay           | 2-08:59           | 724               | 5                 | Belgio            | 1-27:36           | 724               |
| 6                 | Paesi Bassi       | 1-32:15           | 645               | 6                 | Danimarca         | 1-30:49           | 645               | 6                 | Brasile           | 2-09:03           | 645               | 6                 | Argentina         | 1-28:04           | 645               |
| 7                 | Brasile           | 1-32:20           | 578               | 7                 | Francia           | 1-30:53           | 578               | 7                 | Svezia            | 2-09:04           | 578               | 7                 | Portogallo        | 1-28:13           | 578               |
| 8                 | Svezia            | 1-32:26           | 520               | 8                 | Irlanda           | 1-31:55           | 520               | 8                 | Canada            | 2-12:03           | 520               | 8                 | Uruguay           | 1-28:20           | 520               |
| 9                 | Spagna            | 1-32:33           | 469               | 9                 | Canada            | 1-32:26           | 469               | 9                 | Norvegia          | 2-12:09           | 469               | 9                 | Stati Uniti       | 1-29:14           | 469               |
| 10                | Gran Bretagna     | 1-32:49           | 423               | 10                | Portogallo        | 1-32:45           | 423               | 10                | Portogallo        | 2-13:14           | 423               | 10                | Italia            | 1-29:33           | 423               |
| 11                | Finlandia         | 1-33:04           | 382               | 11                | Australia         | 1-33:04           | 382               | 11                | Francia           | 2-13:33           | 382               | 11                | Danimarca         | 1-29:35           | 382               |
| 12                | Sudafrica         | 1-33:15           | 344               | 12                | Spagna            | 1-33:08           | 344               | 12                | Argentina         | 2-14:41           | 344               | 12                | Spagna            | 1-29:37           | 344               |
| 13                | Uruguay           | 1-33:18           | 309               | 13                | Norvegia          | 1-33:09           | 309               | 13                | Stati Uniti       | 2-14:53           | 309               | 13                | Norvegia          | 1-30:09           | 309               |
| 14                | Svizzera          | 1-33:24           | 277               | 14                | Belgio            | 1-33:11           | 277               | 14                | Irlanda           | 2-15:00           | 277               | 14                | Sudafrica         | 1-30:22           | 277               |
| 15                | Portogallo        | 1-33:41           | 247               | 15                | Italia            | 1-33:43           | 247               | 15                | Belgio            | 2-15:08           | 247               | 15                | Irlanda           | 1-31:01           | 247               |
| 16                | Argentina         | 1-33:44           | 219               | 16                | Sudafrica         | 1-34:11           | 219               | 16                | Spagna            | 2-16:16           | 219               | 16                | Australia         | 1-32:09           | 219               |
| 17                | Italia            | 1-34:27           | 193               | 17                | Svizzera          | 1-34:12           | 193               | 17                | Paesi Bassi       | 2-16:24           | 193               | 17                | Svizzera          | 1-32:13           | 193               |
| 18                | Australia         | 1-34:30           | 168               | -                 | Argentina         | Rit.              | 0                 | 18                | Gran Bretagna     | 2-17:10           | 168               | 18                | Austria           | 1-32:40           | 168               |
| 19                | Norvegia          | 1-36:06           | 144               | -                 | Austria           | Rit.              | 0                 | 19                | Australia         | 2-18:14           | 144               | 19                | Brasile           | 1-32:54           | 144               |
| 20                | Austria           | 1-37:19           | 122               | -                 | Brasile           | Rit.              | 0                 | -                 | Austria           | Rit.              | 0                 | -                 | Finlandia         | Rit.              | 0                 |
| -                 | Danimarca         | Rit.              | 0                 | -                 | Finlandia         | Rit.              | 0                 | -                 | Sudafrica         | Rit.              | 0                 | -                 | Francia           | Squal.            | 0                 |

| Regata 5 10 agosto | Regata 5 10 agosto | Regata 5 10 agosto | Regata 5 10 agosto | Regata 6 11 agosto | Regata 6 11 agosto | Regata 6 11 agosto | Regata 6 11 agosto | Regata 7 12 agosto | Regata 7 12 agosto | Regata 7 12 agosto | Regata 7 12 agosto |
| Pos.               | Nazione            | Tempo              | Punti              | Pos.               | Nazione            | Tempo              | Punti              | Pos.               | Nazione            | Tempo              | Punti              |
| ------------------ | ------------------ | ------------------ | ------------------ | ------------------ | ------------------ | ------------------ | ------------------ | ------------------ | ------------------ | ------------------ | ------------------ |
| 1                  | Stati Uniti        | 1-56:14            | 1423               | 1                  | Danimarca          | 2-34:44            | 1423               | 1                  | Danimarca          | 2-35:37            | 1423               |
| 2                  | Canada             | 1-56:37            | 1122               | 2                  | Francia            | 2-35:07            | 1122               | 2                  | Paesi Bassi        | 2-38:44            | 1122               |
| 3                  | Paesi Bassi        | 1-56:53            | 946                | 3                  | Paesi Bassi        | 2-35:33            | 946                | 3                  | Norvegia           | 2-39:29            | 946                |
| 4                  | Brasile            | 1-56:54            | 821                | 4                  | Belgio             | 2-36:22            | 821                | 4                  | Uruguay            | 2-41:32            | 821                |
| 5                  | Danimarca          | 1-57:07            | 724                | 5                  | Stati Uniti        | 2-37:07            | 724                | 5                  | Stati Uniti        | 2-42:22            | 724                |
| 6                  | Belgio             | 1-57:19            | 645                | 6                  | Finlandia          | 2-38:02            | 645                | 6                  | Argentina          | 2-43:16            | 645                |
| 7                  | Gran Bretagna      | 1-57:29            | 578                | 7                  | Norvegia           | 2-38:16            | 578                | 7                  | Canada             | 2-44:35            | 578                |
| 8                  | Portogallo         | 1-58:07            | 520                | 8                  | Gran Bretagna      | 2-38:28            | 520                | 8                  | Svizzera           | 2-44:59            | 520                |
| 9                  | Australia          | 1-58:08            | 469                | 9                  | Uruguay            | 2-39:03            | 469                | 9                  | Brasile            | 2-49:07            | 469                |
| 10                 | Uruguay            | 1-58:13            | 423                | 10                 | Argentina          | 2-39:39            | 423                | 10                 | Australia          | 2-52:38            | 423                |
| 11                 | Italia             | 1-58:15            | 382                | 11                 | Svezia             | 2-40:24            | 382                | 11                 | Portogallo         | 2-55:57            | 382                |
| 12                 | Francia            | 1-58:23            | 344                | 12                 | Australia          | 2-41:00            | 344                | 12                 | Italia             | 2-59:40            | 344                |
| 13                 | Irlanda            | 1-58:24            | 309                | 13                 | Svizzera           | 2-41:25            | 309                | 13                 | Spagna             | 3-05:02            | 309                |
| 14                 | Norvegia           | 1-58:35            | 277                | 14                 | Portogallo         | 2-41:56            | 277                | 14                 | Svezia             | 3-10:19            | 277                |
| 15                 | Finlandia          | 1-59:15            | 247                | 15                 | Brasile            | 2-42:50            | 247                | 15                 | Belgio             | 3-13:01            | 247                |
| 16                 | Sudafrica          | 1-59:19            | 219                | 16                 | Sudafrica          | 2-43:36            | 219                | 16                 | Francia            | 3-25:13            | 219                |
| 17                 | Austria            | 1-59:41            | 193                | 17                 | Italia             | 2-43:55            | 193                | -                  | Austria            | Rit.               | 0                  |
| 18                 | Svizzera           | 1-59:54            | 168                | 18                 | Irlanda            | 2-43:57            | 168                | -                  | Finlandia          | Rit.               | 0                  |
| 19                 | Spagna             | 1-59:54            | 144                | 19                 | Austria            | 2-44:34            | 144                | -                  | Gran Bretagna      | Rit.               | 0                  |
| -                  | Argentina          | Rit.               | 0                  | -                  | Spagna             | Rit.               | 0                  | -                  | Irlanda            | Rit.               | 0                  |
| -                  | Svezia             | Squal.             | 0                  | -                  | Canada             | Squal.             | 0                  | -                  | Sudafrica          | Rit.               | 0                  |

## Classifica finale
| Pos.    | Skipper                | Nazione       | Punti ottenuti nelle regate | Punti ottenuti nelle regate | Punti ottenuti nelle regate | Punti ottenuti nelle regate | Punti ottenuti nelle regate | Punti ottenuti nelle regate | Punti ottenuti nelle regate | Punti Totali |
| Pos.    | Skipper                | Nazione       | 1                           | 2                           | 3                           | 4                           | 5                           | 6                           | 7                           | Punti Totali |
| ------- | ---------------------- | ------------- | --------------------------- | --------------------------- | --------------------------- | --------------------------- | --------------------------- | --------------------------- | --------------------------- | ------------ |
| Oro     | Paul Elvstrøm          | Danimarca     | 0                           | 645                         | 946                         | 382                         | 724                         | 1423                        | 1423                        | 5543         |
| Argento | Ralph Evans            | Stati Uniti   | 1122                        | 946                         | 309                         | 469                         | 1423                        | 724                         | 724                         | 5408         |
| Bronzo  | Koos de Jong           | Paesi Bassi   | 645                         | 724                         | 193                         | 821                         | 946                         | 946                         | 1122                        | 5204         |
| 4       | Rickard Sarby          | Svezia        | 520                         | 1423                        | 578                         | 1423                        | 0                           | 382                         | 277                         | 4603         |
| 5       | Paul McLaughlin        | Canada        | 724                         | 469                         | 520                         | 1122                        | 1122                        | 0                           | 578                         | 4535         |
| 6       | Félix Sienra           | Uruguay       | 309                         | 1122                        | 724                         | 520                         | 423                         | 469                         | 821                         | 4079         |
| 7       | Jean-Jacques Herbulot  | Francia       | 1423                        | 578                         | 382                         | 0                           | 344                         | 1122                        | 219                         | 4068         |
| 8       | Pierre Van Der Haeghen | Belgio        | 946                         | 277                         | 247                         | 724                         | 645                         | 821                         | 247                         | 3660         |
| 9       | Arthur McDonald        | Gran Bretagna | 423                         | 821                         | 168                         | 946                         | 578                         | 520                         | 0                           | 3456         |
| 10      | Alfons Oswald          | Svizzera      | 277                         | 193                         | 1423                        | 193                         | 168                         | 309                         | 520                         | 2915         |
| 11      | Wolfgang Richter       | Brasile       | 578                         | 0                           | 645                         | 144                         | 821                         | 247                         | 469                         | 2904         |
| 12      | Morits Skaugen         | Norvegia      | 144                         | 309                         | 469                         | 309                         | 277                         | 578                         | 946                         | 2888         |
| 13      | João Miguel Tito       | Portogallo    | 247                         | 423                         | 423                         | 578                         | 520                         | 277                         | 382                         | 2603         |
| 14      | Livio Spanghero        | Italia        | 193                         | 247                         | 821                         | 423                         | 382                         | 193                         | 344                         | 2410         |
| 15      | Eric Palmgren          | Finlandia     | 382                         | 0                           | 1122                        | 0                           | 247                         | 645                         | 0                           | 2396         |
| 16      | Jimmy Mooney           | Irlanda       | 821                         | 520                         | 277                         | 247                         | 309                         | 168                         | 0                           | 2342         |
| 17      | Jorge Emilio Brauer    | Argentina     | 219                         | 0                           | 344                         | 645                         | 0                           | 423                         | 645                         | 2276         |
| 18      | Robert French          | Australia     | 168                         | 382                         | 144                         | 219                         | 469                         | 344                         | 423                         | 2005         |
| 19      | Juan Manuel Alonso     | Spagna        | 469                         | 344                         | 219                         | 344                         | 144                         | 0                           | 309                         | 1829         |
| 20      | Herbert McWilliams     | Sudafrica     | 344                         | 219                         | 0                           | 277                         | 219                         | 219                         | 0                           | 1278         |
| 21      | Harald von Musil       | Austria       | 122                         | 0                           | 0                           | 168                         | 193                         | 144                         | 0                           | 627          |